# Константин (сликар из Милешеве)
Константин је српски сликар и иконописац познат по осликавању фресака у другој половини  XVIII века.

## Уметничко дело
За Константина се претпоставља да је аутор пропалих фресака из 1790. у манастиру Гомионица. Ове фреске су биле у цркви и деловима старог иконостаса, где су сачуване иконе Оплакивање, Јован Крститељ и Сабор анђела.